# Cúng cô hồn
Cúng cô hồn, cúng vong linh là một hoạt động tâm linh tương đối phổ biến tại Trung Quốc, Việt Nam với việc thực hiện các nghi thức cúng tế cho các cô hồn, thường là vào tháng Bảy âm lịch, trong dịp lễ Tết Trung Nguyên (Vu-lan).

## Quan niệm

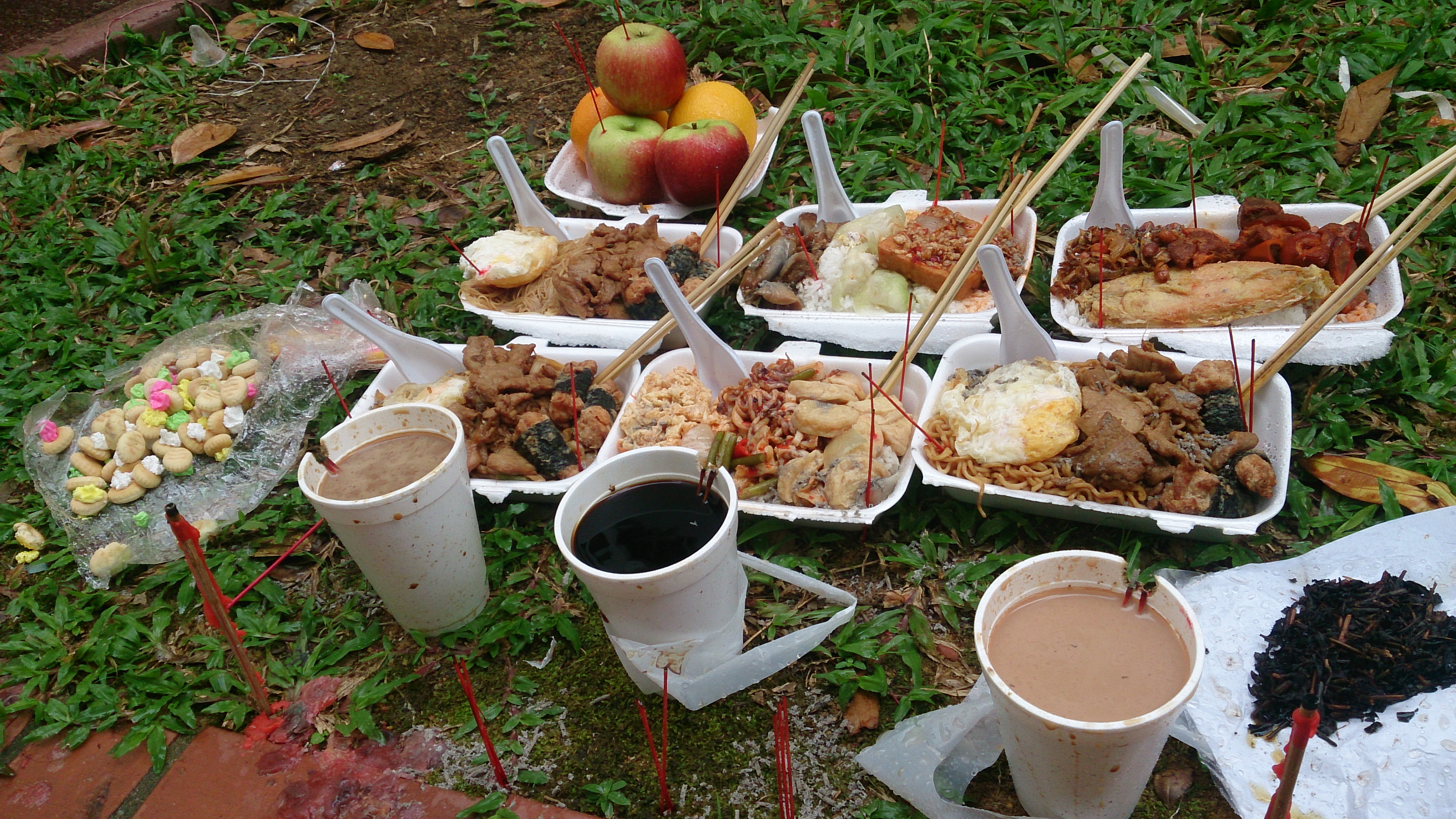
Phẩm vật cúng cô hồn vào rắm tháng 7 âm lịch tại Singapore

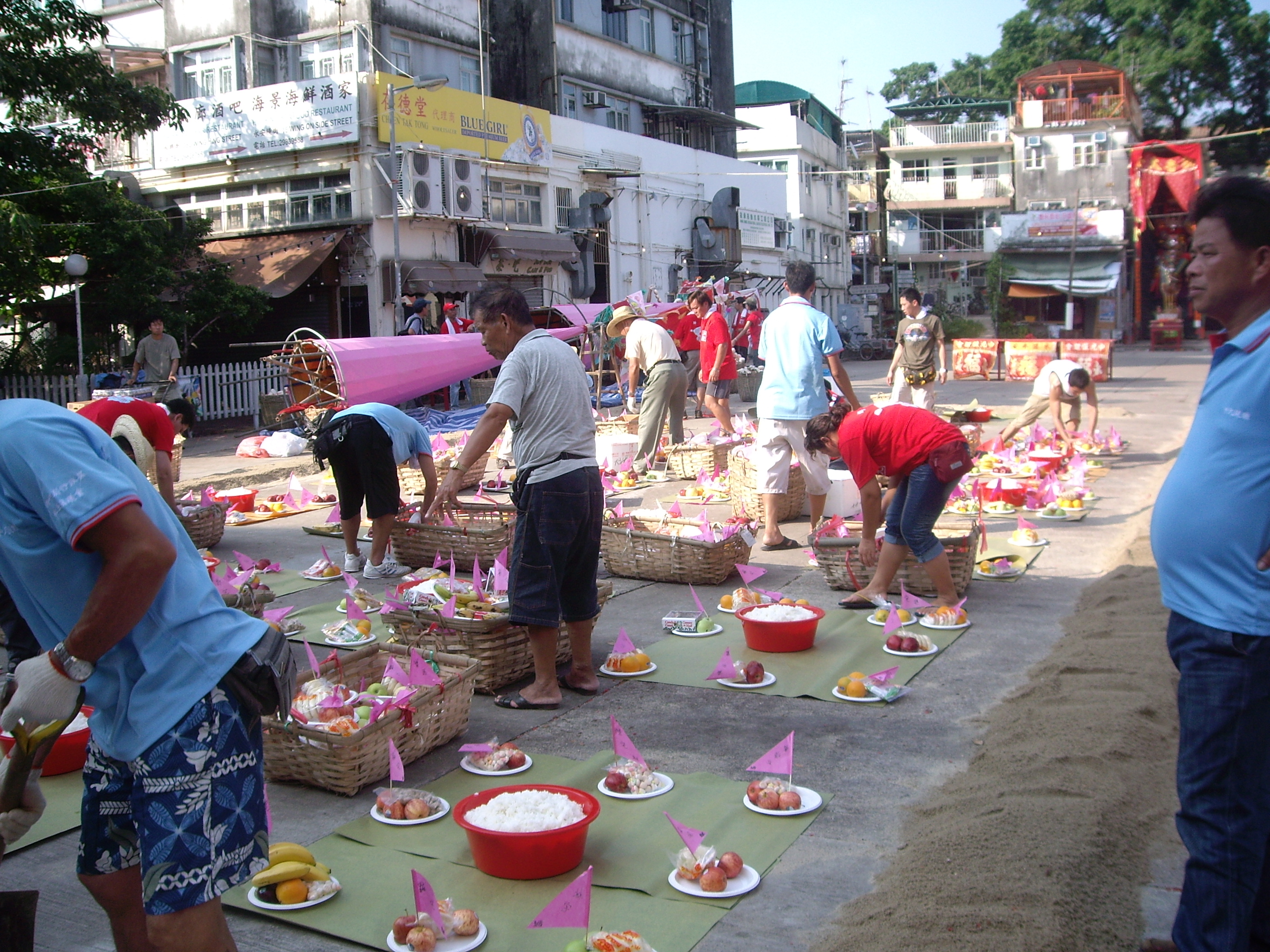
Chuẩn bị cho lễ cúng cô hồn tại Hong Kong

Tín ngưỡng cổ truyền tin rằng con người có hai phần: hồn và xác. Khi chết, hồn lìa khỏi xác, xác bị phân hủy còn hồn sẽ tiếp tục tồn tại. Hồn có thể về trời, hoặc đầu thai kiếp khác (làm người hoặc vật), hoặc bị đày xuống địa ngục tùy theo những điều lành hay dữ mà người đó làm khi còn sống. Tuy nhiên, dân gian cũng tin rằng, nếu một người bị chết oan hoặc do tác động của những nghiệp xấu, các cô hồn không (hoặc chưa) được cõi nào tiếp nhận, phải lang thang và chịu đói rét, hoặc quấy rối người sống.
Vì tin có linh hồn nên đa số người Việt Nam giữ tục lệ thờ cúng tổ tiên và người thân đã qua đời, kể cả khi việc thờ cúng này không phù hợp với giáo lý của tôn giáo mà họ theo. Cúng cô hồn có thể là một hành vi mang tính nhân đạo, để "cứu giúp" những linh hồn khốn khổ. Nhưng đồng thời, cúng cô hồn cũng có thể là một hình thức "hối lộ" để khỏi bị các oan hồn quấy phá, hoặc để được họ "hỗ trợ".
Có những gia đình làm kinh doanh, họ cúng cô hồn nhiều lần trong năm, thường vào các ngày 2 và 16 âm lịch mỗi tháng. Trong các dịp cúng giỗ, ngoài cúng vái tổ tiên, người ta còn làm một mâm cỗ để cúng cô hồn. Dịp cúng cô hồn lớn nhất là ngày rằm tháng bảy, trùng với lễ Vu Lan của Phật giáo. Một số người tin rằng việc cúng cô hồn bắt nguồn từ ngày lễ Vu Lan này.

## Phẩm vật lễ cúng
Để cúng, người ta hay thắp hương, đèn (hoặc nến). Thường thì người ta khấn vái thầm thì với nội dung mời "bà con cô bác" (ý nói các cô hồn) thụ hưởng các món cúng. Đôi khi người ta đọc một bài văn tế cô hồn (thường là dạng văn vần), trong đó có thể miêu tả các cái chết thảm khốc. Bài văn tế nổi tiếng nhất có lẽ là bài Văn tế thập loại chúng sinh của đại thi hào Nguyễn Du. Nhiều bài tế cô hồn phóng tác dựa theo tác phẩm này với nội dung phù hợp với hoàn cảnh của địa phương nơi cúng. Hoặc là Nghi thức Tiểu Mông Sơn (Mông Sơn Thí Thực), Trai đàn Chẩn tế (nếu tổ chức quy mô lớn).
Các món đem cúng thường luôn có hương, hoa, đèn; gạo, muối, nước lã là những đồ cúng thô hầu như luôn có, kèm theo là các món ăn, tráng miệng v.v. Trong chùa hoặc tại các gia đình có truyền thống Phật giáo, người ta cúng bằng các món ăn chay. Một món đặc biệt hay gặp trong mâm cỗ cúng cô hồn là món cháo loãng (12 chén), người ta tin rằng có tổng cộng 12 loại cô hồn (theo Phật giáo) vì tạo nghiệp ác nên bị đày đọa phải mang một thực quản nhỏ hẹp không thể nuốt được thức ăn thông thường.
Buổi cúng thường kết thúc với việc vãi gạo, muối ra sân, ra đường và đốt vàng mã. Ở vài nơi, người ta cho phép trẻ con cướp (cỗ) cô hồn khi việc cúng được tiến hành xong.